# Skinner-Nunatak
Der Skinner-Nunatak (russisch Гора Заметная Gora Sametnaja, deutsch ‚Auffälliger Berg‘) ist ein Nunatak mit einem zinnenartigen Eisgipfel im ostantarktischen Mac-Robertson-Land. Er ragt als einer der Goodspeed-Nunatakker im südlichen Teil der Prince Charles Mountains auf.
Eine Mannschaft der Australian National Antarctic Research Expeditions entdeckte ihn 1957 im Zuge seismischer Messungen in diesem Gebiet. Luftaufnahmen entstanden 1958 und 1960. Das Antarctic Names Committee of Australia benannte ihn 1973 nach Mick J. Skinner, Techniker einer Mannschaft zur Erkundung der Prince Charles Mountains im Jahr 1972.